# Delger mörön
Delger mörön nebo Muren (mongolsky Дэлгэр мөрөн v překladu znamená Široká řeka, rusky Мурэн) je řeka v Mongolsku (Chövsgölský ajmag) a na krátkém úseku tvoří hranici s Ruskem (Tuva). Je 445 km dlouhá. Povodí má rozlohu 26 600 km².

## Průběh toku
Pramení na svazích horského hřbetu Ulan-Tajga a teče převážně v dolině, která je hluboká 150 až 300 m. Je levou zdrojnicí Selengy, kterou vytváří po spojení s řekou Iderín gol.

## Vodní stav
Průměrný roční průtok vody v ústí činí 33 m³/s. Maxima dosahuje v červnu. Zamrzá na 4 až 5 měsíců.

## Využití
Využívá se k zavlažování a zásobování města Mörön vodou.